# Dominica ai Giochi della XXIX Olimpiade
La Dominica ha partecipato ai Giochi della XXIX Olimpiade di Pechino, svoltisi dall'8 al 24 agosto 2008, con una delegazione di 2 atleti.

## Atletica leggera
| Gara  | Atleta          | Batterie | Batterie | Quarti | Quarti | Semifinali | Semifinali | Finale | Finale |
| Gara  | Atleta          | Tempo    | Pos.     | Tempo  | Pos.   | Tempo      | Pos.       | Tempo  | Pos.   |
| ----- | --------------- | -------- | -------- | ------ | ------ | ---------- | ---------- | ------ | ------ |
| 200 m | Chris Lloyd     | 20"90    | 5        |        |        |            |            |        |        |
| 400 m | Erison Hurtault |          |          | 46"10  | 4      |            |            |        |        |